# Heremaia Ngata
Heremaia Ngata (Wanganui, 24 de agosto de 1971) é um ex-futebolista profissional neo-zelandês que atuava como meia.

## Carreira
Heremaia Ngata se profissionalizou no Hull City.

## Seleção
Heremaia Ngata integrou a Seleção Neozelandesa de Futebol na Copa das Confederações de 1999.

## Títulos
Nova Zelândia
- Copa das Nações da OFC: 1998